# Aci Bonaccorsi
Aci Bonaccorsi – miejscowość i gmina we Włoszech, w regionie Sycylia, w prowincji Katania.
Według danych na rok 2004 gminę zamieszkiwało 2536 osób, 2536 os./km².